# Cornelia Lamme

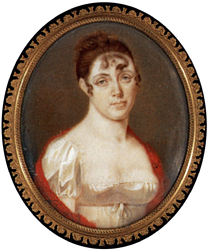
Selbstporträt Cornelia Scheffer-Lamme, 1795

Cornelia Lamme (* 23. April 1769 in Dordrecht; † 4. Juli 1839 in Reuil) war eine niederländische Malerin.

## Leben und Werk
Cornelia Lamme wurde am 23. April 1769 in Dordrecht als Tochter des Landschafts- und Tapetenmalers Arie Lamme, der auch als Kopist tätig war, und Johanna van Es (gest. 1801) geboren. Ihr Bruder war der Maler und Kunsthändler Arnoldus Lamme und sie war die Tante von Arie Johannes Lamme. Sie heiratete am 26. Oktober 1794 den Porträtmaler Johan Bernard Scheffer. Mit ihm hatte sie sechs Kinder, von denen drei Söhne das Erwachsenenalter erreichten. Die Söhne Ary und Henry Scheffer wurden ebenfalls Maler. Karel Arnold Scheffer (1796–1853) wurde Journalist und Schriftsteller. Cornelia Lamme war gebildet, spielte Musik und war sehr belesen. Sie sprach Französisch, Deutsch und Englisch. Als 1787 die preußische Armee dem Statthalter Wilhelm V.zu Hilfe kam, musste die Familie Lamme wegen der patriotischen Ansichten des Vaters aus der Republik fliehen. Sie zogen in die südlichen Niederlande, wo sie zwei Jahre lang im Exil lebten.

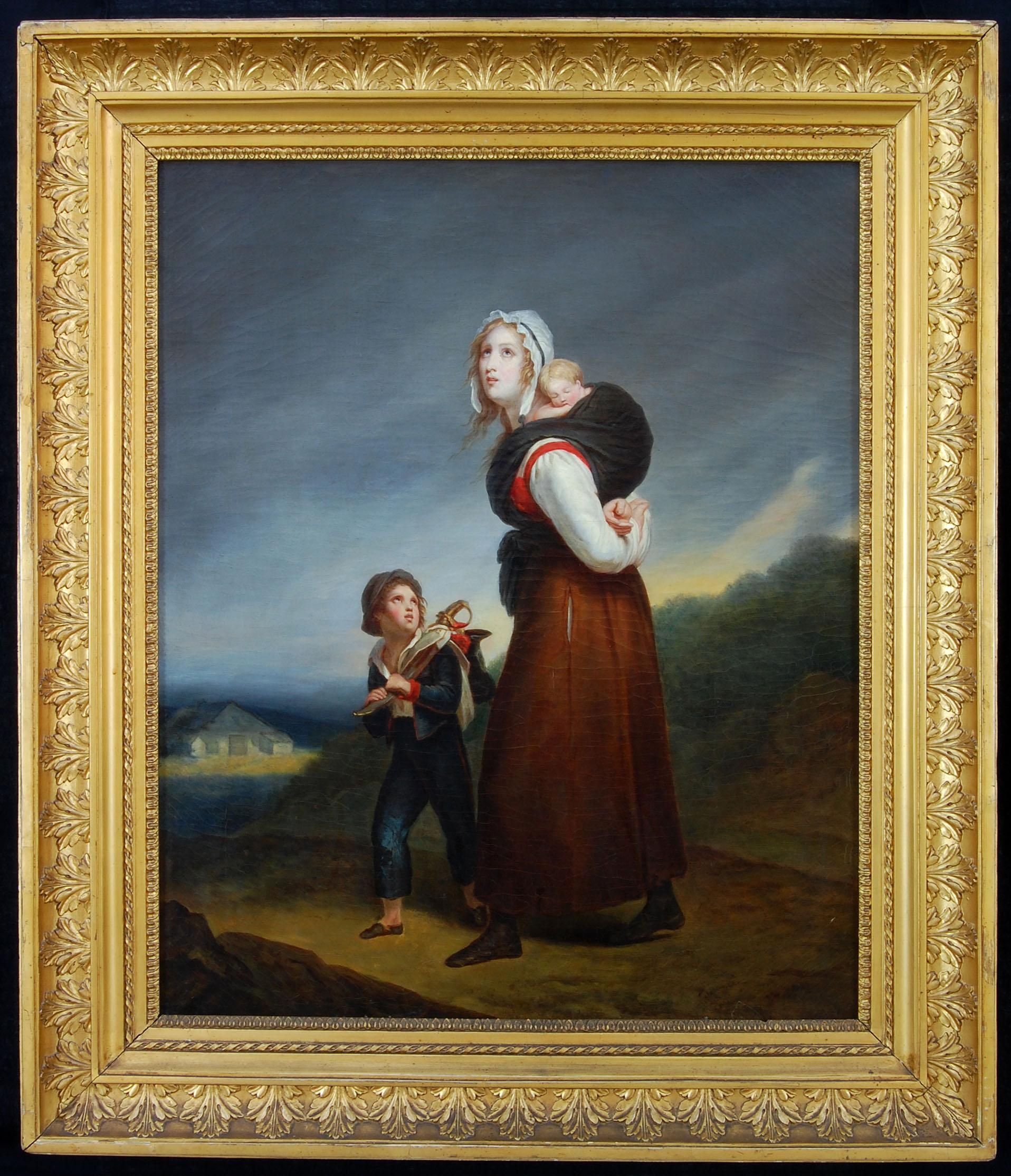
Die Witwe des Soldaten

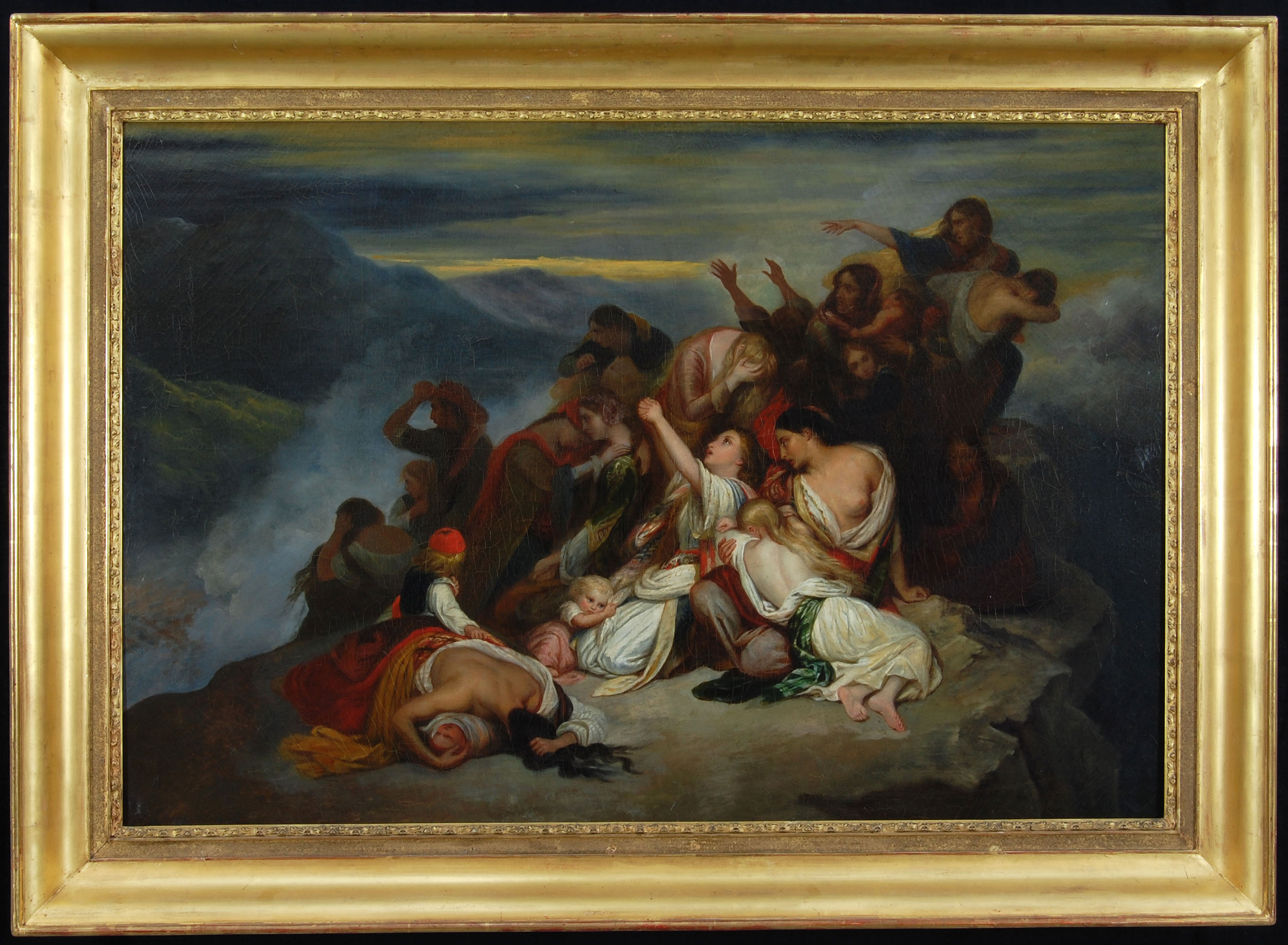
Die Frauen von Souli

Nachdem die Familie 1789 nach Dordrecht zurückgekehrt war, heiratete Cornelia Lamme 1794 Johan Bernard Scheffer, einen Porträtmaler aus Homburg in Hessen-Kassel. Von den sechs Kindern aus der Ehe wurde das erste vier Monate nach der Hochzeit geboren und nur drei erreichen das Erwachsenenalter. Die Familie zog 1798 von Dordrecht nach Den Haag, dann 1801 nach Rotterdam und schließlich 1803 nach Amsterdam. Johan Scheffer geriet oft in Konflikt mit seinen Auftraggebern, daraufhin verlor er die Aufträge und die Familie lebte oft in wirtschaftlichen Schwierigkeiten. In Amsterdam wurde er zum Hofmaler von König Louis Napoleon ernannt. Dort starb er nach kurzer Zeit im Alter von 45 Jahren.
Cornelia Scheffer-Lamme war von ihrem Vater ausgebildet worden und beherrschte unterschiedliche Techniken. Sie fertigte Aquarelle, Kreidezeichnungen und Ölgemälde. Sie war auch als Radiererin und als Kopistin erfolgreich. Von ihren Radierungen sind jedoch keine erhalten geblieben. Einige ihrer Werke wurden auf einer Ausstellung der Lebenden Meister (Tentoonstelling van Levende Meesters) (1810) in Amsterdam ausgestellt, darunter zwei Miniaturen. Bei ihren größeren Formaten, Leinwände bis zu einer Höhe von etwa einem Meter, erstellte sie vor allem Porträts und Kopien alter Meister. Da sie in Amsterdam nach dem Tod ihres Mannes nicht von ihren Einkünften leben konnte, obwohl selbst ihr begabter Sohn Ary mitarbeitete, stand ihr der bei ihr und den Kindern lebende Bruder Arnoldus finanziell zur Seite. Ary Scheffer wurde von seiner Mutter 1809 nach Lille geschickt, um an der dortigen Akademie seine Ausbildung zum Maler zu absolvieren. Sie schrieb ihm zahlreiche Briefe mit Ermahnungen und Ratschlägen. Da es ihr nicht gelang, ein Stipendium für die Ausbildung vom König zu erhalten, zog sie 1811 mit ihrem Sohn Ary nach Paris, da sie hoffte, dort mehr Möglichkeiten als Malerin zu haben. Ein Jahr später holte sie auch ihre Söhne Arnold und Henry nach Paris.
In Paris lebte Cornelia Scheffer-Lamme mit ihren Söhnen zunächst im Viertel Saint-Germain und litt in den ersten Jahren unter großer Armut bis sich die Situation ab den 1820er Jahren besserte. Arnold arbeitete als Publizist, Henry als Maler und Ary wurde durch seine Kontakte zum französischen Königshaus zu einem gefragten Maler und Porträtmaler. Ab 1821 begann Cornelia Scheffer seine und Henrys Werke zu kopieren. Manchmal posierte sie auch als Modell für Ary, der immer erfolgreicher wurde. 1830 mietete er eine Villa mit zwei Ateliers in der Rue Chaptal in Nouvelle Athène, einem Künstlerviertel in der Nähe von Montmartre.
Cornelia Scheffer-Lamme starb am 4. Juli 1839 in Reuil.